# Борщовий пояс

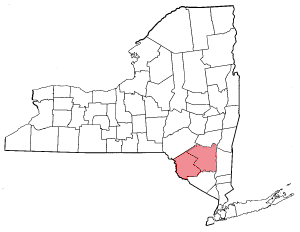

Борщовий по́яс (англ. The Borscht (Borsch) Belt) — розмовний варіант назви готелів і курортної області, розташованих в гірських районах Кетскілл, Адірондак, Поконо і Беркшир-Хілс у США. В 1920-1960-і роки такі округи, як Салліван, Орандж, Ольстер, були значущими літніми курортами для американських євреїв. Готелі «борщового поясу» вплинули на моделювання курортів Маямі-Біч і, пізніше, Лас-Вегаса, а його сценічні підмостки іноді називають «батьківщиною» американського шоу-бізнесу.

## Історія
У період з 1880 по 1924 рік понад 2 млн євреїв, в основному зі Східної Європи, іммігрували до США. Більшість вибрали місцем проживання Нью-Йорк. Через близькість до Нью-Йорку і через дешеву землю, нижні Кетскілл, особливо Долина Неверсінк в округу Салліван, були привабливі своєю природою і доступністю. У 1883 році сім'я Флейшманна, євреїв угорського походження, купила 60 акрів землі в Ґріффінз Корнерс (англ. Griffin's Corners) (нині Флейшманс), і вибудувала багаті будинки на півночі гір Кетскілл. Інші євреї купували дешевші пансіонати, і незабаром прилеглі міста Хантер і Таннерсвілль стали єврейськими курортами. Коли завдяки мережі залізниць жителі Нью-Йорка стали відпочивати в окрузі Салліван, значущість пансіонатів і готелів підвищилася, і вони стали процвітати. З'явилися і такі аспекти єврейської курортної індустрії, як колонії бунгало. Згодом, у гір Кетскілл з'явився розмовний варіант назви — «Єврейські Альпи» англ. Jewish Alps).
У першій половині XX століття курортний район став також відомим місцем виступу артистів. Згодом, шоу і музичні комедії у вихідні змінилися триактними програмами. За аналогією з мережею театральних закладів, для різних професійних діячів і великого бізнесу цей район, в середині 1930-х років, був «борщового сценою» (англ. Borscht Circuit), а у курортів з'явилася неофіційна назва «борщовий пояс», ймовірно через популярність борщу, що вживався там в їжу. На «борщовій сцені» виступали найрізноманітніші артисти: комедіанти, жонглери, дресирувальники, ілюзіоністи, гіпнотизер, акробати, музиканти і водевільні актори.